# Andreina synapturae
Andreina synapturae – gatunek widłonoga z rodziny Chondracanthidae; jedyny przedstawiciel rodzaju Andreina. Gatunek i rodzaj opisał w 1939 roku włoski biolog morski Alessandro Brian (1873–1969).